# AFAS Stadion
L'AFAS Stadion és un estadi de futbol ubicat a l'extrem sud de la ciutat d'Alkmaar, Països Baixos. Aquest estadi substituí l'antic camp del club, l'Alkmaarderhout. És la seu del club AZ Alkmaar, i es fa servir principalment per partits de futbol. Té una capacitat per a 17.023 persones. Alguns aficionats anomenen l'estadi Victorie Stadion, nom que fa referència a la victòria sobre els espanyols durant la guerra dels vuitanta anys.

## Història
L'estadi fou inaugurat oficialment el 4 d'agost de 2006 amb un partit amistós davant l'Arsenal FC. L'AZ perdé per 0-3 i Gilberto Silva marcà el primer gol a l'estadi. El primer partit a l'Eredivisie fou davant el NAC Breda amb victòria per 8-1. Fins al 2009, aquest estadi es deia DSB Stadion pel patrocini que rebia del banc DSB, però es veié obligat a canviar de nom a AZ Stadion quan aquesta empresa caigué en fallida. En l'octubre de l'any 2010, adquirí el nom del nou patrocinador, l'empresa AFAS Software.

## Estructura i descripció
La tribuna principal rep el nom de Victorie, els gols s'anomenen Van der Ben i Westzijde, i la grada lateral davant la tribuna principal, Molenaar. L'estadi té una coberta que abasta tota la zona de les grades, però no el terreny de joc. Segons la regulació d'infraestructures dels estadis que estableix la UEFA, el AFAS Stadion té tres estrelles de calitat sobre les cinc possibles.

## Dades d'assistència
- El seu màxim d'assistència fou de 17.052 espectadors.[3]
- El seu mínim d'assistència fou de 270 espectadors.[3]
- L'assistència mitjana és de 10.216 persones.[3]

## Transport
Els dies de partit es pot arribar a l'estadi amb autobusos gratuïts que l'enllaçen amb l'estació de tren d'Alkmaar, que es troba a uns quatre quilòmetres al nord i a cinquanta minuts a peu. Aquestos autobusos fan la seua parada justament en front del Golden Tulip Hotel Alkmaar. Altra manera d'arribar-hi és agafar l'autobús 163 en direcció Uitgeest i baixar a la parada Stadionweg. Aquest trajecte en autobús dura uns quinze minuts.
A més, quan no hi ha partit és possible estacionar a l'aparcament de l'estadi de franc.